# Henning Larsen (ciclista nascido em 1955)
Henning L. Larsen (Odense, 12 de abril de 1955) é um ex-ciclista dinamarquês. Foi um dos atletas que representou a Dinamarca nos Jogos Olímpicos de 1984, em Los Angeles, onde terminou em décimo oitavo lugar na prova de perseguição por equipes (4000 m).